# El Toronjil
El Toronjil är en ort i Mexiko.   Den ligger i kommunen Motozintla och delstaten Chiapas, i den sydöstra delen av landet, 900 km sydost om huvudstaden Mexico City. El Toronjil ligger 1 807 meter över havet och antalet invånare är 204.
Terrängen runt El Toronjil är bergig åt nordost, men åt sydväst är den kuperad. Runt El Toronjil är det ganska tätbefolkat, med 78 invånare per kvadratkilometer. Närmaste större samhälle är Motozintla de Mendoza, 14,8 km öster om El Toronjil. I omgivningarna runt El Toronjil växer i huvudsak städsegrön lövskog.